# Konrad Nowak
Konrad Nowak (ur. 7 listopada 1994 w Katowicach) – polski piłkarz występujący na pozycji pomocnika w polskim klubie Odra Opole.

## Statystyki kariery
(aktualne na dzień 6 stycznia 2019)
| Klub                   | Sezon              | Liga               | Liga  | Liga   | Puchar Polski | Puchar Polski | Europa | Europa | Suma  | Suma   |
| Klub                   | Sezon              | Liga               | Mecze | Bramki | Mecze         | Bramki        | Mecze  | Bramki | Mecze | Bramki |
| ---------------------- | ------------------ | ------------------ | ----- | ------ | ------------- | ------------- | ------ | ------ | ----- | ------ |
| Rozwój Katowice        | 2010/11            | III liga           | 1     | 0      | 0             | 0             | –      | –      | 1     | 0      |
| Rozwój Katowice        | 2011/12            | III liga           | 27    | 5      | 0             | 0             | –      | –      | 27    | 5      |
| Górnik Zabrze          | 2012/13            | Ekstraklasa        | 18    | 0      | 1             | 0             | –      | –      | 19    | 0      |
| Górnik Zabrze          | 2013/14            | Ekstraklasa        | 1     | 0      | 0             | 0             | –      | –      | 1     | 0      |
| Górnik Zabrze          | 2014/15            | Ekstraklasa        | 12    | 1      | 1             | 0             | –      | –      | 13    | 1      |
| Górnik Zabrze          | 2015/16            | Ekstraklasa        | 2     | 0      | 0             | 0             | –      | –      | 2     | 0      |
| Rozwój Katowice (wyp.) | 2015/16            | I liga             | 13    | 1      | 0             | 0             | –      | –      | 13    | 1      |
| Górnik Zabrze          | 2016/17            | I liga             | 11    | 0      | 1             | 0             | –      | –      | 12    | 0      |
| Górnik Zabrze          | 2017/18            | Ekstraklasa        | 2     | 0      | 2             | 0             | –      | –      | 4     | 0      |
| Górnik Zabrze          | 2018/19            | Ekstraklasa        | 12    | 0      | 2             | 0             | 1      | 0      | 15    | 0      |
| Ogólnie w karierze     | Ogólnie w karierze | Ogólnie w karierze | 99    | 7      | 7             | 0             | 1      | 0      | 107   | 7      |